# Paramantispa wagneri
Paramantispa wagneri is een insect uit de familie van de Mantispidae, die tot de orde netvleugeligen (Neuroptera) behoort. 
Paramantispa wagneri is voor het eerst wetenschappelijk beschreven door Navás in 1909.